# Flodigarry
Flodigarry (Schots-Gaelisch: Flòdaigearraidh) is een dorp in de Schotse lieutenancy Ross and Cromarty in het raadsgebied Highland op het eiland Skye. Ten zuidwesten van Flodigarry ligt Quiraing.